# Matthias Hues
Matthias Hues (ur. 14 lutego 1959 w Waltrop) – niemiecki sportowiec, aktor, scenarzysta, producent filmowy, zawodnik taekwondo, mistrz sztuk walki i instruktor fitness. 
Odtwórca ról gigantycznych, umięśnionych wojowników czarnych charakterów w filmach akcji klasy B obok takich wykonawców jak Dolph Lundgren, Cynthia Rothrock, Don „The Dragon” Wilson, Bolo Yeung, Billy Blanks, Lorenzo Lamas i Mark Dacascos.

## Życiorys

### Wczesne życie
Urodził się w Waltrop (byłe RFN) jako syn Marii (z domu Humperdinck) i doktora Josefa Huesa. Jego matka to siostrzenica Engelberta Humperdincka, kompozytora opery Jaś i Małgosia (Hänsel und Gretel). Matthias od najmłodszych lat był zaangażowany w sport. Kiedy miał 12 lat, jego ojciec zapisał go do sekcji lekkiej atletyki. W 1978, jako 19-latek był częścią zespołu, który zdobył Mistrzostwa Niemiec Juniorów w pięcioboju w Hanowerze, a później stał się „niemiecką nadzieją” w lekkoatletyce. Ćwiczył także wschodnie sztuki walki, gdzie przy swoim wzroście (1,95 cm) i wadze (113 kg) wykazywał elastyczność i zwinność, był w stanie poruszać się o wiele szybciej niż większość bardziej wykwalifikowanych konkurentów.
W wieku 16 lat porzucił szkołę i przeniósł się do Paryża, aby spełnić swoje marzenie o zarządzaniu hotelem. Tam dołączył do jednego z najbardziej prestiżowych klubów sportowych, gdzie realizowano program ćwiczeń z USA – aerobikiem Jane Fondy. Po powrocie do Niemiec Hues otworzył dwa kluby fitness.

### Kariera
W 1986 z 1400 dolarami w kieszeni wyruszył na Hawaje, a potem do Los Angeles, gdzie uczęszczał do klubu Gold’s Gym w Venice (Los Angeles). Wkrótce jednak jego marzenia legły w gruzach – spał w samochodzie i pracował dorywczo jako ochroniarz w nocnych klubach. Gdy Jean-Claude Van Damme zrezygnował z udziału w sequelu filmu Bez odwrotu, producent filmowy skontaktował się telefonicznie z Derekiem Bartonem, byłym kaskaderem w Hollywood, a wcześniej jednym z dyrektorów zarządzających „Gold’s Gym”, w poszukiwaniu odtwórcy głównego bohatera. Derek zaproponował Huesa, mimo że w ogóle nie miał żadnego doświadczenia aktorskiego. Udało się jednak przekonać producentów, aby dać mu rolę. Film Coreya Yuena Bez odwrotu 2 (No Retreat, No Surrender 2: Raging Thunder, 1987) z główną rolą Cynthii Rothrock odniósł umiarkowany sukces, ale ostateczna walka z Lorenem Avedonem na końcu filmu okazała się być w tym czasie jedną z najlepszych, najbardziej realistycznych i brutalnych scen na ekranie, co otworzyło Huesowi drzwi do ekranowej kariery.
Pracował potem jako ochroniarz dla wdowy Boba Marleya i jej rodziny. Nie otrzymał kolejnej oferty filmowej przez ponad rok. Po występie jako treser lwów Oscar w komedii Randala Kleisera Pee-wee Herman w cyrku (Big Top Pee-wee, 1988) z udziałem Paula Reubensa, Penelope Ann Miller i Krisa Kristoffersona oraz dramacie sensacyjnym Pięści zemsty (Fist Fighter, 1989) u boku Edwarda Alberta, zagrał czarny charakter w filmie fantastycznonaukowym Craiga R. Baxleya o inwazji obcych Mroczny anioł (Dark Angel, 1990) z Dolphem Lundgrenem; w roli złego kosmity nosił buty, które dodały mu kolejne 7 cm. Później regularnie brał udział w filmach o tematyce sztuk walki, grając głównie antagonistów (Szpony orła (Talons of the Eagle, 1992), TC 2000 (1993), Śmiertelny pojedynek (Death Match, 1994) czy Żelazne pięści (Fists of Iron, 1995) obok Michaela Wortha i Sama J. Jonesa.
Kandydował do roli Herkulesa w serialu Herkules, którą ostatecznie zagrał Kevin Sorbo. 
Na planie zdjęciowym sensacyjnego dramatu kryminalnego Aleksandra Niewskiego Czarna róża (Black Rose/Чёрная роза, 2014) współpracował z takimi aktorami jako Kristanna Loken, Adrian Paul i Robert Davi. W westernie Atak na Rio Bravo (Assault on Rio Bravo, 2022) z Olivierem Grunerem i Aleksandrem Niewskim został zaangażowany do roli czarnego charakteru Ethana Crawleya.
Trafił na listę ManCrushes.com „Top 100 najprzystojniejszych niemieckich mężczyzn”.

## Filmografia

### Filmy
| Rok  | Tytuł                                                                | Rola                          | Reżyser                            |
| ---- | -------------------------------------------------------------------- | ----------------------------- | ---------------------------------- |
| 1987 | Dziennik sierżanta Fridaya (Dragnet)                                 | kulturysta na Muscle Beach    | Tom Mankiewicz                     |
| 1987 | Bez odwrotu 2 (No Retreat, No Surrender 2: Raging Thunder)           | Jurij                         | Corey Yuen                         |
| 1988 | Pee-wee Herman w cyrku (Big Top Pee-wee)                             | treser lwów Oscar             | Randal Kleiser                     |
| 1988 | Pięści zemsty (Fist Fighter)                                         | Rhino                         | Frank Zuniga                       |
| 1989 | Klatka (Cage)                                                        | włoski wojownik               | Lang Elliott                       |
| 1990 | Mroczny anioł (Dark Angel)                                           | Talec, zły kosmita            | Craig R. Baxley                    |
| 1990 | Po wstrzasie (Aftershock)                                            | Cassidy                       | Frank Harris                       |
| 1991 | Kickboxer 2: Godziny zemsty (Kickboxer 2: The Road Back)             | Vargas                        | Albert Pyun                        |
| 1991 | Immunitet dyplomatyczny (Diplomatic Immunity)                        | Gephardt                      | Peter Maris                        |
| 1991 | Star Trek VI: Wojna o pokój (Star Trek VI: The Undiscovered Country) | drugi generał klingoński      | Nicholas Meyer                     |
| 1992 | Nigdy więcej czekoladek (I Don’t Buy Kisses Anymore)                 | Eric, osobisty trener         | Robert Marcarelli                  |
| 1992 | Czarny pas (Blackbelt)                                               | John Sweet                    | Charles Philip Moore Rick Jacobson |
| 1992 | Misja sprawiedliwości (Mission of Justice)                           | Titus Larkin                  | Steve Barnett                      |
| 1992 | Szpony orła (Talons of the Eagle)                                    | Khan                          | Michael Kennedy                    |
| 1993 | Pięści zemsty 2 (Fist Fighter 2)                                     | C.J.Thunderbird               | Frank Zagarino                     |
| 1993 | Wiek zdrady (Age of Treason, TV)                                     | Justus                        | Kevin Connor                       |
| 1993 | Hycel (Bounty Tracker, wideo)                                        | Erik Gauss                    | Kurt Anderson                      |
| 1993 | TC 2000                                                              | Bigalow                       | T.J. Scott                         |
| 1994 | Mecz śmierci (Death Match)                                           | Mark Vanik                    | Joe Coppoletta                     |
| 1995 | Więzienie umysłów (Cyber Vengeance)                                  | Thor                          | J. Christian Ingvordsen            |
| 1995 | Cyber–strefa (Droid Gunner)                                          | Hawks                         | Fred Olen Ray                      |
| 1995 | Kontrakt (Finding Interest)                                          | wynajęty morderca             | Trevor Sands                       |
| 1995 | Digital Man                                                          | cyfrowy człowiek              | Phillip J. Roth                    |
| 1995 | Żelazne pięści (Fists of Iron)                                       | Victor „Niszczyciel” Bragg    | Richard W. Munchkin                |
| 1996 | Starcrypt                                                            | Galleon                       | Richard Preston Jr.                |
| 1996 | Sam w lesie (Alone in the Woods)                                     | Kurt                          | John Putch                         |
| 1996 | Safety Zone                                                          | Marcos                        | Randy Butcher                      |
| 1996 | Samotny tygrys (Lone Tiger)                                          | Mroczny Tygrys                | Warren A. Stevens                  |
| 1996 | Serce tygrysa (Tiger Heart)                                          | Hank                          | Georges Chamchoum                  |
| 1997 | Bloodsuckers                                                         | dziennikarz                   | Ulli Lommel                        |
| 1997 | Konflikt interesów (Executive Target)                                | Vic                           | Joseph Merhi                       |
| 1998 | Obrońca (The Protector )                                             | Günther                       | Boon Collins Jeff Frey             |
| 1998 | Męska kompania (The Company Man)                                     | Van Guilder                   | Art Camacho                        |
| 1999 | Złowrogie otoczenie (Hostile Environment)                            | Mike Erikson                  | David A. Prior                     |
| 2000 | Gwardia Królewska (The King’s Guard)                                 | Angus                         | Jonathan Tydor                     |
| 2001 | Milcząca siła (The Silent Force)                                     |                               | David H. May                       |
| 2001 | Legion umarłych (Legion of the Dead)                                 | Togaio – blondyn              | Olaf Ittenbach                     |
| 2003 | Poza granicami wzrostu (Beyond the Limits)                           | wielki blond rycerz           | Olaf Ittenbach                     |
| 2003 | Bibliotekarze (The Librarians)                                       | Ciro                          | Mike Kirton                        |
| 2007 | D-War: Wojna smoków (D-War)                                          | hojny łowca #1                | Hyung-rae Shim                     |
| 2007 | Pure Fear – Nackte Angst                                             | Charly                        | Renato Novakovic                   |
| 2008 | Wpadek Chińczyków (Chinaman’s Chance)                                | Carl                          | Aki Aleong Geqi Li                 |
| 2009 | Pocałunek wampira (Immortally Yours)                                 | Marshall Pope                 | Joe Tornatore                      |
| 2009 | Charlie Valentine                                                    | Victor                        | Jesse V. Johnson                   |
| 2009 | Hooligans 2: Do ostatniej krwi (Immortally Yours, wideo)             | piłkarz Taras                 | Jesse V. Johnson                   |
| 2009 | Ved verdens ende                                                     | Aribert                       | Tomas Villum Jensen                |
| 2010 | Grove (The Grove, krótkometrażowy)                                   | Tomas / Tareq                 | Emile Edwin Smith                  |
| 2011 | Little Klaus Big World                                               | niemiecki gwiazdor kina akcji | Arnaud Collery                     |
| 2012 | Sztuka poddania (Art of Submission)                                  | Matt                          | Kenneth Chamitoff                  |
| 2014 | Black Rose                                                           | Oleg, zabójca w czarnej masce | Aleksandr Niewski                  |
| 2014 | Agency (krótkometrażowy)                                             | Matthias Hues                 | Georges Chamchoum                  |
| 2015 | Anioł śmierci (Angel of Death)                                       | Simon                         | Bakhodir Yuldashev                 |
| 2016 | Rozróba w Manili (Showdown in Manila)                                | Dorn                          | Mark Dacascos                      |
| 2016 | Beyond the Game                                                      | wojownik w monitorze          | Erken Ialgashev                    |
| 2017 | Potężne uderzenie (Maximum Impact)                                   | Ian, terrorysta               | Andrzej Bartkowiak                 |
| 2017 | Ostateczna sprawiedliwość (Ultimate Justice)                         | Frank Radowsky                | Martin Christopher Bode            |
| 2018 | Puppet Master – IV Rzesza (Puppet Master: The Littlest Reich)        | Strommelson                   | Sonny Laguna Tommy Wiklund         |
| 2018 | Goy                                                                  | Ronald                        | Felix Kersting Marc Schaumburg     |
| 2022 | Borrowed Time III                                                    | Colt Goldman                  | Alan Delabie David Worth           |
| 2022 | Terror on the Prairie                                                | pan Samuelson                 | Michael Polish                     |
| 2023 | 1066                                                                 | Hugh De Montfort              | Robin Jacob                        |
| 2023 | Gunfight at Rio Bravo                                                | Ethan Crawley                 | Joe Cornet                         |
| 2024 | Taken from Rio Bravo                                                 | Ethan Crawley                 | Joe Cornet                         |
| 2024 | The Last Kumite                                                      | Ron Hall                      | Ross W. Clarkson                   |
| 2024 | Operation Thule                                                      | Loki                          | Maik Gießler Patrick Sass          |

### Seriale
- 1987: Bracia (Brothers) jako Thor
- 1991: Star Trek VI: Nieodkryta kraina (Star Trek VI: The Undiscovered Country) jako generał
- 1992: Tequila i Bonetti (Tequila and Bonetti) jako Arnie
- 1997: Conan jako Savann
- 1999: Power Rangers: Zagubiona galaktyka (Power Rangers Lost Galaxy) jako opiekun

### Gry komputerowe
- 2017: Wolfenstein II: The New Colossus jako wróg żołnierz / publiczny spiker (głos)